# Antoni Torrandell i Jaume
Antoni Torrandell i Jaume (Inca, 17 de juliol de 1881 - Palma, 15 de gener de 1963) fou un compositor musical mallorquí que es va formar a París, dins de la Schola Cantorum de César Franck i Charles Tournemire. És un dels grans creadors musicals de la primera meitat del segle XX i tot un exemple de les mancances existents als estudis musicològics sobre els autors del nostre segle. Amb excepció del treball documental de conservació de l'arxiu musical i difusió de la figura del compositor (iniciat el 1955 en vida de l'autor, i mantingut i actualitzat permanentment pel seu fill Bernat), són escassos els treballs musicals o musicològics dedicats a Antoni Torrandell.
La seva estètica musical, la seva personalitat introspectiva que, igual que la seva pròpia vida, fuig de fàcil definició, el seu elevat nivell d'exigència personal –que es tradueix en el virtuosisme i al mateix temps en l'austera virtut present en la seva producció musical– i el seu extens catàleg –que inclou obres magistrals com el Rèquiem, la Missa Pro-Pastura, el Concerto per a piano i orquestra, la Symphonie n° 1 per a violí i orquestra, les cançons Où va le nuage, S'il revenait i La solitude per a soprano i orquestra– mereixen un estudi en profunditat que permeti que la seva figura ocupi el lloc que li correspon dins de la història de la música.
Part del seu fons personal es conserva a la Biblioteca de Catalunya, majoritàriament reprografiat.

## Biografia
Fill d'una família acomodada de venedors de loteria i mestres de música, d'Inca (Mallorca), Antoni Torrandell va realitzar els primers estudis musicals amb el seu pare, Joan Torrandell Campamar, que a més de regentar l'administració de loteries local, era organista de l'església parroquial Santa Maria la Major i professor de música. Entre 1893 i 1898, Antoni Torrandell estudia a Palma amb Josep Balaguer que era un antic alumne del seu pare, i Bartolomé Torres, amb qui estudia harmonia. Al Conservatori de Madrid, fou deixeble de José Tragó, amb qui estudià piano, i de Pedro Fontanilla, de qui aprengué harmonia, obtenint per unanimitat el Primer Premi de Piano (1900), i el d'Harmonia (1903). Durant aquest període a Madrid ofereix alguns recitals, sempre amb elogioses crítiques.
Instal·lat a París el gener de 1905, el compositor continua la seva formació dedicant-se a l'estudi, a la docència i a la composició. D'aquesta època daten algunes partitures de música lleugera per orquestrines, que signà amb el pseudònim "Antonio del Ranto" en no ser aquesta la música que desitjava escriure. Així mateix, desenvolupà el seu virtuosisme pianístic amb Ricard Viñes, i entrà en contacte amb Charles Tournemire, catedràtic del Conservatori de París i representant de la Schola Cantorum parisenca, amb qui estudià orgue, contrapunt, fuga, formes musicals i orquestració -és a dir, elements de composició-, convertint-se en l'únic deixeble ibèric de l'afamat successor de César Franck. Tournemire, famós per les seves improvisacions a l'orgue, permeté que Torrandell el substituís amb assiduïtat com a organista de la Basílica de Santa Clotilde de París.
Durant una ràpida escapada a Mallorca, el compositor contreu matrimoni a Inca el 5 d'abril de 1906 amb Maria Beltran Suau. Maria havia rebut una curosa educació, per la qual cosa coneixia la llengua francesa i els costums parisencs, cosa que li permeté integrane-se amb facilitat en l'ambient de la ciutat on el matrimoni portà una intensa vida social.
En 1908, després de tres anys, Tournemire dona per conclòs el període de formació d'Antoni, període que es marca inequívocament la producció torrandelliana. Com indica Joan Moll, de la formació amb Tournemire prové "l'extraordinari ús del contrapunt en l'obra de Torrandell".
A partir de 1908, Torrandell es fa conèixer a París com a compositor i concertista, tot oferint recitals en les més prestigioses sales parisenques -Théâtre des Capucines, Salle Touche, Salle Rudy, Salle Berlioz, Salle Jeanne d'Arc, Concerts-Lery, Concerts-Rouge, Théâtre Marigny, etc., on obté remarcables èxits de públic i crítica en publicacions com La Poétique, Le Monde Musical o Comoedia.
Al mateix temps, el compositor publica les seves primeres obres per a piano, editades per Rouart, Lerolle & Cie, I. Gallet o Otto Bouwens van der Boijen & Cie de París, obres entre les quals destaquen Romance sans paroles, Barcarolle (dedicada a José Tragó; Allegro de Concert (dedicada a Ricard Viñes; Valse en La mineur; Caprice espagnol, Nuit de Printemps, i Enchantements mysterieux op. 13, que dedica al seu mestre Charles Tournemire. En setembre de 1911 Torrandell ingressa, sense examen, a la Société des Auteurs, Compositeurs et Editeurs de Musique de France.
En anys posteriors, el compositor augmenta el seu prestigi "i ja no és presentat com Senyor Torrandell, sinó com Maître Torrandell", en paraules del seu fill Bernat. En febrer de 1913, el matrimoni s'instal·la en un pis de la Rue Chaptal núm. 17, en el qual naixeran llurs fills i on romandran fins a 1933, quan Torrandell es veu obligat a tornar a Mallorca. L'èxit obtingut pel compositor l'impel·leix a desenvolupar una intensa vida social. Rep en la seva residència artistes i intel·lectuals.
Entre els èxits d'aquest període, destaquem l'obtingut en el concurs internacional de la Société Nationale des Beaux-Arts de París, en el qual és premiada la seva Sonate op. 21 per violoncel i piano, sent interpretada el 3 de juny del mateix any en el Grand Palais des Champs-Élysées.
Torrandell publica Menuetto Capriccioso, Tristes souvenirs, Rondo, Splendeur de Printemps, Ilusión, Déception, Praeludium & Fuga, S'il revenait, i Chimére, obres que veuen la llum en edicions a càrrec de Gallet, Bouwens van der Boijen, Rouart, Lerolle & Cie, Siever o Maurice Sénart. Amb aquesta ingent activitat, tant compositiva com interpretativa, Torrandell quedava "llançat" -en paraules de Georges Demerson- al món artístic parisenc.
Però la Primera Guerra Mundial obliga al mestre a tornar a la seva terra natal. Torrandell roman a Mallorca entre agost de 1914 i desembre de 1918. En aquest període, manté la seva activitat creadora i interpretativa, oferint concerts a l'illa, i passa part del seu temps en "Es Resquell", casa de camp propietat de la seva esposa situada a Inca.
Seguint els consells de Felip Pedrell, Torrandell compon, a la casa d'Inca, Himne al Beat Ramón Llull, Te lucis ante terminum i O Mysterium, per a cor i òrgan; una transcripció per a quintet del Faust de Schumann; Le coq et la poule du Call i Impresiones de Francia per a piano, la Missa Pro-Pace per a solistes, cor i dos òrgans, i la Symphonie n° 1 per a violí i orquestra, una de les seves obres de major transcendència.
La Missa Pro-Pace, obra d'objectiva dificultat vocal per les sevess exigents tesitures i modulacions llunyanes, va ser estrenada ala Catedral de Palma el 20 de gener de 1916 amb gran èxit, que obtingué novament el 1932 en ser interpretada a la Cathédrale Sainte-Croix d'Orléans. Dels concerts oferts pel mestre durant la seva estada a Mallorca, destaquen els tres interpretats a l'abril de 1916 a Palma, als quals es va afegir un concert extraordinari davant l'enorme èxit.
L'11 de novembre de 1918 es produeix la capitulació d'Alemanya. El 12 de desembre d'aquest mateix any, el matrimoni Torrandell s'instal·la al seu domicili parisenc. El compositor reprèn les seves relacions amb editors i empresaris, i aviat es dedica a la composició i interpretació, oferint concerts en sales del prestigi com les de la Salle Touche, Salle Mustel, Salle de Photographie, Institution Sainte-Geneviève, Comedie Montaigne, Torre Eiffel, Nunciatura Apostòlica a París, Université Mercereau, Casino Allevard-les-Bains, Casino Cap-Ferrat, Salle Debussy, i en salons i cercles de l'alta societat parisenca, al mateix temps que imparteix algunes classes. Torrandell adquireix un merescut prestigi com a intèrpret de la Rapsòdia de Liszt. El 1923 figura ja el seu nom en la Histoire de la Musique de Franz d'Hurigny. Edita a Deiss & Crépin la Sonate op. 21 per violoncel i piano, Le coq et la poule du Call op. 32 per a piano, i Nativité op. 34 per a piano, violí i violoncel.
Amb motiu del naixement del seu primer fill, Juan, el 12 d'agost de 1920, Torrandell compon l'obra Nativité, per a piano, violí i violoncel. El 24 de desembre de 1921 neix Bernardo, a qui dedica el seu Berceuse pendant la tempêté, op. 35, per a soprano, violoncel i piano, amb text de Georges Blanchard, estrenada durant una recepció oferta a casa dels Torrandell amb motiu del bateig d'en Bernardo. Però el 2 de març de 1923 mor Juan, el primogènit, sumint a la família en el dolor, del que Torrandell no sap reposar-se, fins al punt que acudeix diàriament durant més d'un any a plorar davant la tomba del seu fill al cementiri de Batignolles. Escriu lletra i música de Suprême Espoir, op. 36, per a soprano, violí, viola, violoncel i piano. Al temps, esbossa i escriu els primers nombres del Rèquiem, la seva obra mestra, que en aquest moment queda sense concloure i que serà represa el 1933. El 5 de març de 1924 neix el seu tercer fill, batejat com Juan en memòria del primogènit. Dos anys més tard escriurà, per aquesta efemèride, Sommeil paisible, op. 39, per a violí, violoncel i piano.
L'obra de Torrandell continua sent divulgada pels millors solistes del moment, obtenint excel·lents crítiques. El març de 1925, la Radiodiffusion Français, des de la Torre Eiffel, dedica un programa a Torrandell.
Torrandell realitza gires per Bèlgica, Països Baixos i Iugoslàvia. També actua com a director d'orquestra a la Comedie Montaigne i en la Nunciatura Apostòlica a París, però una lesió que patia a l'oïda dreta no li va permetre continuar aquesta activitat. El 1929, la Société Génerale et Internationale de l'Edition Phonographique et Cinematographique subscriu amb el compositor un contracte, per deu anys, renovables cada cinc, per a tota la seva producció. Torrandell compon algunes obres inspirades en cants de la seva terra natal: Chant de l'elagueur, Copeo i Sonatine Majorquine. El dia de Pasqua de 1932 s'estrena a la Cathédrale Sainte-Croix d'Orléans, amb rotund èxit, la Missa Pro-Pace, ja donada a conèixer prèviament a Mallorca. El desembre del 1932, la Salle Debussy de París dedica una sessió a Torrandell, que dona lloc a crítiques molt positives. En carta del prestigiós crític i compositor Henri Collet a Torrandell, aquest comenta a "el seu fidel amic" l'èxit de la Sonata Mallorquina a la Sala Érard de París, l'abril de 1933.
El 17 de novembre de 1932 va morir a Inca (Mallorca) la mare del compositor. El pare, octogenari i malalt, demana al fill que torni a la llar, i aquest, en el cim de la seva fama, sacrifica el seu avenir i torna a Mallorca per atendre-li.
Torrandell fixa la seva residència a Palma a principis de febrer de 1933, encara que amb l'esperança de tornar a París en moments més propicis. El març de 1933 realitza el seu primer recital a Palma. Però la realitat va ser diferent, ja que, entre d'altres factors, certs professors locals es van sentir inquiets davant l'arribada del mestre. Torrandell va continuar component i actuant com a pianista, al mateix temps que retroba a Manuel de Falla en el viatge que aquest realitza a l'Illa. Després de la defunció del pare del compositor, ocorregut el 2 de febrer de 1935, Torrandell realitza un viatge a París per veure si és possible el retorn a la capital francesa. La Société des Auteurs, Compositeurs et Editeurs de Musique de France només admetia com a membres definitius -amb dret a pensió- a compositors francesos o ex-aliats de guerra, per la qual cosa la solució més adequada per a ell seria nacionalitzar-se francès. Però està a l'aire la creació d'un conservatori a Palma, la qual cosa faria possible que el mestre es mogués entre ambdues poblacions. Al temps, el Banc de Crèdit Balear, al qual Torrandell havia dipositat els seus estalvis, havia fet fallida, amb el que la situació econòmica del compositor era molt difícil. El setembre de 1935, Torrandell és convidat pel Delegat del Govern per parlar de la possible creació del Conservatori. A l'octubre s'inaugura el Conservatori, però es prescindeix de Torrandell, adduint que no havia estat autoritzada la càtedra que requeria la seva talla artística, per no haver-hi encara a l'illa alumnes que requerissin «ensenyaments superiors». La correspondència mantinguda amb Falla i la d'aquest amb Joan Maria Thomàs mostren amb claredat el que sens dubte va ser un engany, sense que mai s'arribés a produir la «reparació» desitjada per Falla i Thomàs. Torrandell es resisteix a nacionalitzar-se francès, doncs, en paraules del seu fill Bernardo, "ama França, a la seva París li té gratituds, va deixar allà llaços inesborrables, el seu primogènit descansa allà... però alhora, adora la seva terra, el seu bressol mallorquí, i sobretot, a la seva arrelada ètica, creu o entén que un canvi de nacionalitat seria sinònim de traïció... i no podria mai tornar a Mallorca, aquesta Mallorca tan profundament enquistada al seu cor. Torrandell és, abans de res, un sentimental".
Durant la Guerra Civil, la docència és escassa, gairebé nul·la. Torrandell passa llargs períodes a la seva casa de camp, dedicat a la composició. Escriu, entre altres obres, la Marcha Heroica, el Concerto per a piano i orquestra, i completa el Réquiem, la seva obra mestra. En paraules de Joan Maria Thomàs, "recorda amb honor el passat, viu del present i treballa per al futur". Després de la contesa, emprèn un cicle de recitals amb el violinista Umberto Bisi, que els brinda un nou èxit, i es plantegen realitzar una gira de concerts per Madrid i altres capitals; però les circumstàncies imposades per la postguerra són tremendament adverses, i diverses opinions els fan desistir. El panorama artístic tan poc encoratjador mou a Torrandell a retirar-se de la vida activa com a concertista i dedicar-se plenament a la docència i a la composició. Els seus últims concerts els ofereix a Barcelona i a Palma el març de 1941.
La Segona Guerra Mundial li fa finalment desistir de tornar a París. I és a partir d'aquesta data quan es posa més en relleu la tremenda injustícia comesa amb el mestre, que, desgraciadament, ja no podrà ser reparada en vida del compositor. L'obra torrandelliana és divulgada molt a poc a poc, amb grans dilacions i amb les limitacions dels mitjans locals, sense que moltes de les seves obres arribin a ser estrenades en vida de l'autor. El 1949 s'estrena la Sinfonía n° 1 per a violí i orquestra, per l'Orquestra Simfònica de Mallorca, dirigida pel coreà Eaktai-Ahn, amb Umberto Bisi com a solista. El 1950 s'estrenen Fiesta Báquica a Madrid, i Où va la nuage i S'il revenait a Palma. L'any següent, Valle de Muza, per l'Orquestra Simfònica de Mallorca. El 1956, el Concierto en Si menor per a piano i orquestra, amb Leopold Querol. El 1959 obté el Premi "Ciutat de Palma" de composició pel seu Réquiem, obra que no va ser estrenada fins al 1984, vint-i-tres anys després de la defunció de Torrandell. El premi tenia com a al·licient la possible publicació de l'obra, que fins ara no s'havia realitzat.